# Santos peregrinos
Santos peregrinos es una película mexicana estrenada en 2004. Escrita y dirigida por Juan Carlos Carrasco, cuenta una historia de humor negro. Santos Peregrinos es como se le conoce a las tres figuras de la sagrada de familia en la tradición mexicana, un José, una María y un Niño Dios que se emplean en los nacimientos navideños tradicionales.

## Sinopsis
Emiliano Zapata le entrega unas figuras de los Santos Peregrinos a una mujer con un bebé en brazos, momentos antes de ser asesinado en la Hacienda de Chinameca. 85 años después, un anciano de nombre don Emiliano quien dice ser hijo del prócer, celebra una posada los días 24 de diciembre con las nombradas figuras en la vecindad en donde reside al lado de gente muy humilde.
Por circunstancias extrañas, don Emiliano muere dos días antes de la gran posada, al velarlo y esculcar sus cosas, los vecinos encuentran un testamento donde lega las figuras a todos los habitantes de la vecindad lo cual produce risa de los vecinos. El día de la gran posada, un pleito entre dos familias provoca la caída de los Santos Peregrinos, al romperse, se dan cuenta de que las figuras estaban rellenas de monedas de oro. La codicia y la envidia provoca un circo de fatalidades a su alrededor.

## Elenco
- Carmen Salinas.... La Abuela
- Isaura Espinoza.... Lucha
- Arturo Beristaín.... Tocino
- Julieta Egurrola.... Juanita
- Paloma Woolrich.... Chole
- Ernesto Gómez Cruz.... Don Emiliano
- Francesca Guillén.... Matilda
- Adal Ramones.... Nicandro
- José Carlos Rodríguez.... Don Gustavo
- Jimena Guerra.... Elia
- Luis Gerardo Méndez.... Mao
- Moisés Iván Mora.... Memo
- Alberto Reyes... Piolín

## Premios y nominaciones

### Premio Ariel
Esta película fue nominada a los siguientes premios:
- Opera Prima: Santos Peregrinos.
- Actriz de cuadro: Paloma Woolrich.

- Datos: Q6121459